# Педро Сеа
Педро Сеа (на испански: Pedro Cea) е уругвайски футболист, нападател и треньор.

## Кариера
Педро Сеа е двукратен олимпийски шампион – 1924 и 1928 г., световен шампион през 1930 г. Трикратен шампион на Южна Америка (1923, 1924, 1926). Шампион на Уругвай през 1934 г.
През 1928 г. играе за Насионал Монтевидео. За този клуб има 103 мача в уругвайското първенство и отбелязани 31 гола. Също така играе за Лето. Първият си мач за националния отбор играе на 4 ноември 1923 г. срещу Парагвай (2:0), а последният мач на 4 декември 1932 г. срещу Бразилия (1:2).
След приключването на кариерата си, той става треньор. Под негово ръководство националният отбор на Уругвай печели шампионата на Южна Америка през 1942 г.

## Отличия

### Отборни
Насионал Монтевидео
- Примера дивисион де Уругвай: 1934

### Международни
Уругвай
- Световно първенство по футбол: 1930
- Олимпийски игри златен медал: 1924, 1928
- Копа Америка: 1923, 1924, 1926

### Треньор
Уругвай
- Копа Америка: 1942